# کارشی‌یاکا (مرزیفون)
کارشی‌یاکا (به ترکی استانبولی: Karşıyaka) یک منطقهٔ مسکونی در ترکیه است که در مرزیفون واقع شده‌است.